# 小树庐
小树庐，位于中国广东省梅州市平远县仁居镇城南村，为梅州市平远县的一个县级文物保护单位，类型为古建筑，公布时间为2003年5月。
小树庐的历史年代为民国。